# Gebouw voor Kunsten en Wetenschappen (Rotterdam)

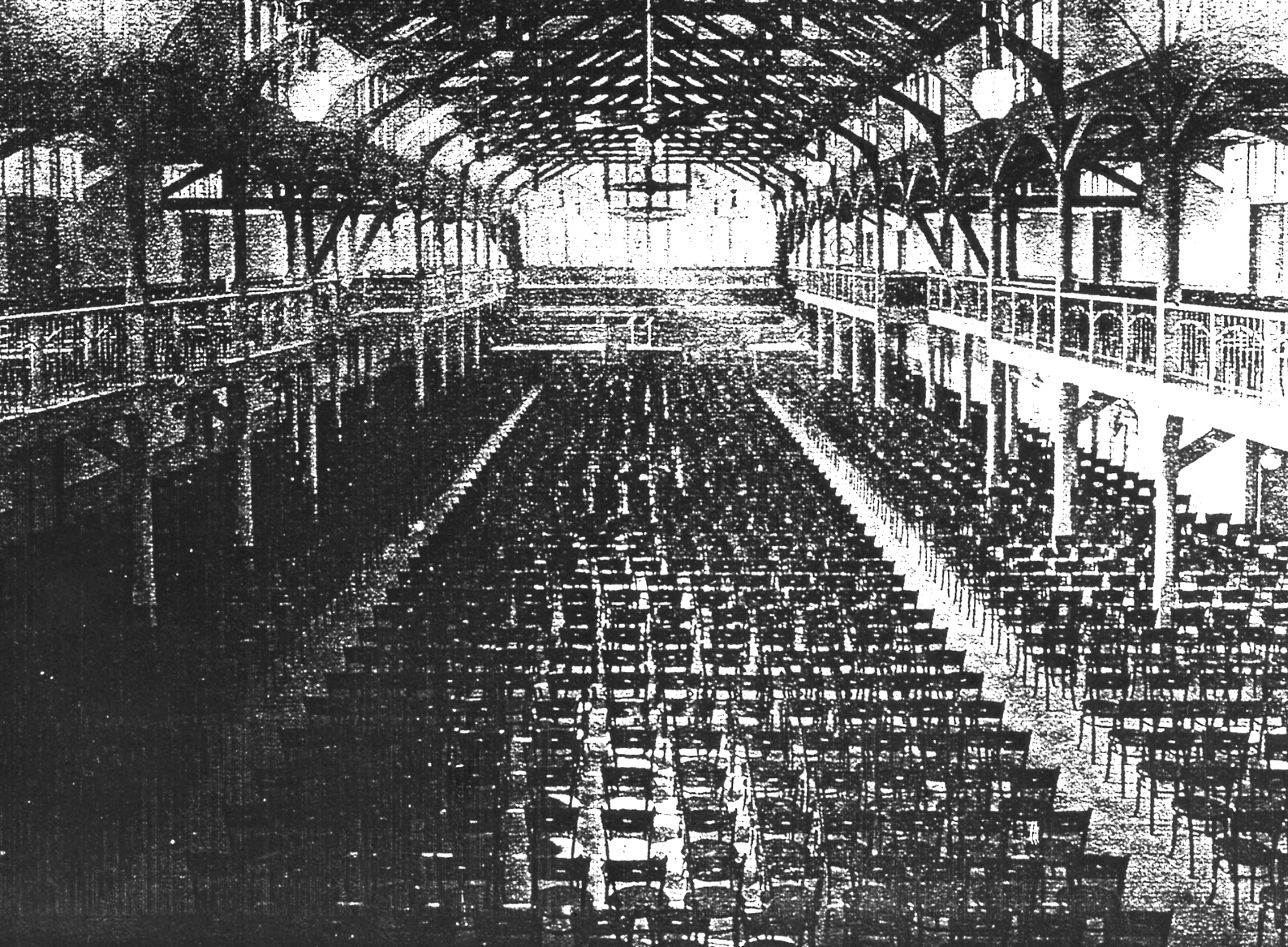
Het Gebouw voor kunsten en wetenschappen in Rotterdam

Het Gebouw voor Kunsten en Wetenschappen (1904-1936), was een multifunctioneel gebouw in Rotterdam

## Oprichting
Het gebouw stond aan de Keerweerlaan, een zijweg van de Binnenweg, op het voormalige Keerweerplantsoen. Het was een ontwerp van architect C.N. van Goor en werd gebouwd in opdracht van George W. van Biene die vervolgens directeur werd. In het gebouw konden volgens de architect bij concerten 4700 toehoorders een zitplaats vinden.

## Activiteiten
Het gebouw werd op zondag 22 mei 1904 geopend met een concert door het Rotte's Mannenkoor, onder leiding van Anton B.H. Verhey. Het concert maakte deel uit van een Internationaal Muziekconcours.
In 1907 werd er een Nijverheidstentoonstelling gehouden die werd bezocht door koningin Emma.
Het gebouw werd verder gebruikt als schaatsbaan, Hagenbeck liet er zijn Engels-Indische shows zien en Indianenstammen zetten er hun wigwams op. Vijftien jaar lang streken er internationale circussen neer en werden variété-optredens en concerten georganiseerd.
Het gebouw brandde op zaterdag 11 juli 1936 tot de grond toe af.